# North-East District, Botswana
North-East District är ett distrikt i Botswana. Distriktet är ett av de minsta, 5 120 km² , med 60 264 invånare (2011). Huvudort är Masunga.
Invånarna är huvudsakligen kalangafolk, en kalangatalande etnisk grupp som främst bor i North-East District och östra Central.
North-East District gränsar till Zimbabwe i öster och distriktet Central i väster. Natafloden flyter genom distriktet.